# Nockowa
Nockowa – wieś w Polsce położona w województwie podkarpackim, w powiecie ropczycko-sędziszowskim, w gminie Iwierzyce.
| SIMC    | Nazwa           | Rodzaj    |
| ------- | --------------- | --------- |
| 0651690 | Błonie          | część wsi |
| 1043052 | Doły            | część wsi |
| 0651708 | Pole Nockowskie | część wsi |
| 0651714 | Stawiska        | część wsi |
| 0651720 | Zagrody         | część wsi |

W latach 1954–1961 wieś należała i była siedzibą władz gromady Nockowa, po jej zniesieniu w gromadzie Iwierzyce. W latach 1975–1998 miejscowość administracyjnie należała do województwa rzeszowskiego.

## Historia
Istnienie wsi sięga początków XIV wieku, kiedy była własnością rycerską. Od drugiej połowy XIV wieku jest również siedzibą parafii św. Michała Archanioła.
W 1933 we wsi w czasie demonstracji chłopskich interweniująca policja zabiła 9 chłopów.
W czerwcu 1958 roku odbyła się wielka manifestacja z okazji 25-lecia krwawej pacyfikacji strajków chłopskich przez sanacyjną policję. Odsłonięto pomnik ku czci poległych oraz żyjących uczestników wydarzeń odznaczono medalami.
Zabytki
Kościół pw. św. Michała Archanioła wzniesiony w XIX w.
Kultura
Z Nockowej pochodzą „pieczone pierogi świętego Jacka”, wpisane na listę produktów tradycyjnych Ministerstwa Rolnictwa i Rozwoju Wsi w 2010.

## Wspólnoty wyznaniowe
- Kościół rzymskokatolicki – parafia św. Michała Archanioła[10]
- Chrześcijańska Wspólnota Ewangeliczna – placówka misyjna w Nockowej[11]